# 도라에몽 (1979년 애니메이션)
《도라에몽》(일본어: ドラえもん)은 후지코 F. 후지오의 만화 작품 『도라에몽』을 원작으로 하는 TV시리즈 애니메이션이다. 1979년 4월 2일부터 2005년 3월 18일까지 TV 아사히에서 방영했다.

## 개요

### 방송 시간
| 방송 채널 | 방송 기간                          | 방송 시간                                         |
| --------- | ---------------------------------- | ------------------------------------------------- |
| TV 아사히 | 1979년 4월 2일 ~ 1981년 9월 23일   | 매주 월요일 ~ 토요일 저녁 6시 50분 ~ 7시 (간토판) |
| TV 아사히 | 1979년 4월 8일 ~ 1980년 3월 30일   | 매주 일요일 오전 8시 30분 ~ 9시 (전국판)          |
| TV 아사히 | 1980년 4월 6일 ~ 1981년 9월 27일   | 매주 일요일 오전 9시 30분 ~ 10시 (전국판)         |
| TV 아사히 | 1981년 10월 2일 ~ 1987년 10월 9일  | 매주 금요일 저녁 7시 ~ 7시 30분                   |
| TV 아사히 | 1987년 10월 23일 ~ 1989년 3월 31일 | 매주 금요일 저녁 6시 50분 ~ 7시 20분              |
| TV 아사히 | 1989년 4월 14일 ~ 2005년 3월 18일  | 매주 금요일 저녁 7시 ~ 7시 30분                   |

### 주된 역사
- 1979년 4월 2일 첫방영. 오프닝 '도라에몽의 노래(오스기 쿠미코)' 방영
- 1979년 10월 1일 오프닝이 '도라에몽의 노래(오스기 쿠미코)'에서 '난 도라에몽(도라에몽(오야마 노부요))'로 변경
- 1980년 첫 번째 극장판인 '도라에몽 노비타의 공룡'이 개봉
- 1981년 10월 2일 방송시간대를 현재 시간대인 오후 7시로 이동.
- 1987년 10월 23일 방송시간대를 금요일 오후 6시 50분으로 이동.
- 1989년 4월 14일 방송시간대가 현재 시간대인 오후 7시로 이동. 이후로 방송시간대가 변함이 없음.
- 1992년 10월 9일 오프닝이 '도라에몽의 노래(오스기 쿠미코)'에서 '도라에몽의 노래(야마노 사토코)'로 변경.
- 2002년 10월 4일 도라에몽이 디지털 애니메이션으로 변경됨. 오프닝이 '도라에몽의 노래(야마노 사토코)'에서 '도라에몽의 노래(도쿄 푸딩)' 3절로 변경.
- 2003년 1월 오프닝이 '도라에몽의 노래(도쿄 푸딩)' 3절에서 '도라에몽의 노래(도쿄 푸딩)' 1절로 변경.
- 2003년 4월 18일 오프닝이 '도라에몽의 노래(도쿄 푸딩)' 1절에서 '도라에몽의 노래(와타나베 미사토)'로 변경.
- 2004년 4월 30일 오프닝이 '도라에몽의 노래(와타나베 미사토)'에서 '도라에몽의 노래(AJI)'로 변경.
- 2005년 3월 18일 오오야마 성우진 도라에몽의 최종화인 '도라에몽에게 휴일을?!'과 SP버전인(1787화), '하리의 꼬리'를 방영했다. 이 방송을 끝으로 오오야마 성우진 도라에몽 방송은 완전히 막을 내렸다.

### 등장인물

#### 주연
- 도라에몽: 오오야마 노부요
- 노진구: 오하라 노리코
- 신이슬: 노무라 미치코
- 왕비실: 키모츠키 카네타
- 만퉁퉁: 타테카베 카즈야

#### 그 외 캐릭터

##### 조연
- 노비 타마코: 치지마츠 사치코
- 노석구: 카토 마사유키 → 나카 요스케
- 노비 세와시: 오오타 요시코
- 도라미: 요코자와 케이코
- 박영민: 시라카와 스미코

## 주제곡

### 여는 곡

#### 일본어판
|   | 곡 명                             | 노래            | 방영시작년도    | 종영년도        |
| - | --------------------------------- | --------------- | --------------- | --------------- |
| 1 | 도라에몽의 노래(ドラえもんのうた) | 오오스기 쿠미코 | 1979년 4월 2일  | 1981년 9월 27일 |
| 2 | 도라에몽의 노래(ドラえもんのうた) | 오오스기 쿠미코 | 1981년 10월 2일 | 1984년 3월 30일 |
| 3 | 도라에몽의 노래(ドラえもんのうた) | 오오스기 쿠미코 | 1984년 4월 8일  | 1992년 10월 2일 |
| 4 | 도라에몽의 노래(ドラえもんのうた) | 야마노 사토코   | 1992년 10월 9일 | 1995년 4월 7일  |
| 5 | 도라에몽의 노래(ドラえもんのうた) | 야마노 사토코   | 1995년 4월 14일 | 2002년 9월 20일 |
| 6 | 도라에몽의 노래(ドラえもんのうた) | 도쿄 푸딩       | 2002년 10월 4일 | 2003년 4월 11일 |
| 7 | 도라에몽의 노래(ドラえもんのうた) | 와타나베 미사토 | 2003년 4월 18일 | 2004년 4월 23일 |
| 8 | 도라에몽의 노래(ドラえもんのうた) | AJI             | 2004년 4월 30일 | 2005년 3월 18일 |

#### 한국어판
|        | 곡 명                             | 노래   | 방영시작년도   | 종영년도        |
| ------ | --------------------------------- | ------ | -------------- | --------------- |
| MBC    | 도라에몽의 노래(ドラえもんのうた) | 오상은 | 2001년 8월 9일 | 2003년 1월 10일 |
| 대원 1 | 도라에몽의 노래(ドラえもんのうた) | 김현하 | 도라에몽 1기   | 도라에몽 6기    |

### 닫는 곡

#### 일본어판
|    | 곡 명 | 곡 명                                 | 방영시작년도     | 종영년도         |
| -- | --- | ------------------------------------- | ---------------- | ---------------- |
| 1  | 푸른 하늘은 주머니죠(青い空はポケットさ)                                                                   | 오오스기 쿠미코                       | 1979년 4월 8일   | 1981년 9월 27일  |
| 2  | 둥근 얼굴의 노래(まる顔のうた)                                                                             | 도라에몽(오오야마 노부요)             | 1981년 10월 2일  | 1983년 11월 11일 |
| 3  | 산타클로스는 어디의 사람(サンタクロースはどこのひと)                                                       | 도라에몽(오오야마 노부요)             | 1983년 11월 18일 | 1984년 3월 20일  |
| 4  | 우리들은 지구인(ぼくたち地球人)                                                                            | 호리에 미츠코                         | 1984년 4월 6일   | 1988년 4월 8일   |
| 5  | 푸른 하늘이 좋아(青空っていいな)                                                                           | 호리에 미츠코                         | 1988년 4월 15일  | 1992년 10월 2일  |
| 6  | 내일도♥친구(あしたも♥ともだち)                                                                             | 니시와키 유이                         | 1992년 10월 9일  | 1995년 4월 7일   |
| 7  | 난 도라에몽 2112(ぼくドラえもん2112) (간토방영판 도라에몽 오프닝으로 사용되었던 "난 도라에몽"을 편곡한 것) | 도라에몽(오오야마 노부요) 귀뚜라미'73 | 1995년 4월 14일  | 2002년 9월 20일  |
| 8  | 다시 만나는 그날까지(またあえる日まで)                                                                     | 유즈                                  | 2002년 10월 4일  | 2003년 4월 11일  |
| 9  | 민들레의 노래(タンポポの詩)                                                                                | THE ALFEE                             | 2003년 4월 18일  | 2003년 10월 3일  |
| 10 | 꿈의 날씨(YUME日和)                                                                                        | 시마타니 히토미                       | 2003년 10월 10일 | 2004년 5월 28일  |
| 11 | 아 좋겠네!(あぁ いいな!)                                                                                   | W                                     | 2004년 6월 4일   | 2005년 3월 18일  |

#### 한국어판
|        | 곡 명                                      | 노래             | 방영시작년도                | 종영년도                    |
| ------ | ------------------------------------------ | ---------------- | --------------------------- | --------------------------- |
| MBC    | 파란 하늘은 주머니지요(青い空はポケットさ) | 오상은           | 2001년 7월 9일              | 2002년 12월 10일            |
| 대원 1 | 푸른 하늘이 너무 좋아(青空っていいな)      | 김현하           | 도라에몽 1기 도라에몽 6기   | 도라에몽 4기 도라에몽 10기  |
| 대원 2 | 푸른 하늘이 너무 좋아(青空っていいな)      | 이은지           | 도라에몽 5기                | 도라에몽 5기                |
| 대원 3 | 도라에몽의 노래(ドラえもんのうた)          | 김현하           | 도라에몽 11기 도라에몽 16기 | 도라에몽 14기 도라에몽 21기 |
| 대원 4 | 도라에몽 그림그리기(ドラえもん えかきうた) | 도라에몽(문남숙) | 도라에몽 15기               | 도라에몽 15기               |

- 다시 만날 그날까지(またあえる日まで)는 대한민국에서도 도라에몽 극장판 엔딩으로 사용한 바 있음.

## 시작 타이틀 변천 과정

### 도라에몽
- 1기,18기 25화~: 첫 에피소드에서는 주황색 배경에 도라에몽이 두 명 있는 배경이 사용되었다. 이어서 두 번째 에피소드에서는 도라에몽이 어디로든 문에서 들어갔다 나오는 장면이 사용되었다.
- 2기, 4기~10기: 도라에몽이 어디로든 문에서 들어갔다 나오는 장면이 사용되었다.
- 3기, 11기~13기: 도라에몽이 도라야끼 풍선을 먹으려다 풍선이 터지는 장면이 사용되었다.
- 14기~18기 24화: 노란 배경에 도라에몽이 서있는 장면이 사용되었다.

### 도라에몽 스페셜
- 1기~현재: 도라에몽이 도라야끼 풍선을 펌프로 부풀려서 먹으려다 풍선이 터지는 장면이 사용중이다.

## 역대 선전 구호 (캐치프레이즈)
- 1995년 '난 도라에몽'
- 1999년 '극장판 20주년 기념 지구가 너무 좋아!'

## 수상
- 일본의 미디어 예술 100선 애니메이션 부문 선출 (시바야마 츠토무 감독)